# Lingarö (naturreservat)
Lingarö är ett naturreservat i Hudiksvalls kommun i Gävleborgs län.
Området är naturskyddat sedan 2016 och är 40 hektar stort. Reservatet ligger söder om orten Lingarö och består av barrskog med tallskog på högre liggande partier.